# Elliot Griffin Thomas
Elliot Griffin Thomas (Pittsburgh, 15 luglio 1926 – Timonium, 28 febbraio 2019) è stato un vescovo cattolico statunitense.

## Biografia
Elliot Griffin Thomas nacque a Pittsburgh il 15 luglio 1926 e crebbe nella confessione metodista. La sua famiglia aveva vissuto a Tortola, nelle Isole Vergini britanniche, e nel 1934 vi ritornò.

### Formazione e ministero sacerdotale
Studiò alla Methodist Day School di Road Town e alla Charlotte Amalie High School di Saint Thomas dove si diplomò nel 1945.
Dopo il diploma lavorò come impiegato della commissione municipale per le famiglie e nella scuola serale per adulti di Saint Thomas. Nel 1945 si iscrisse al Collegio di farmacia della Howard University di Washington, dove nel 1950 conseguì la laurea in scienze. Dopo essersi qualificato come farmacista registrato a Detroit si arruolò nell'Esercito degli Stati Uniti e prestò servizio a FranMort-Hoechst e a Monaco di Baviera. Dopo essere tornato nelle Isole Vergini Americane, divenne farmacista a Saint Thomas. Dal 1954 al 1959 lavorò come farmacista presso la Veterans Administration di Erie. Nel frattempo studiò part-time al Gannon College specializzandosi in economia aziendale.
Il 2 ottobre 1957 si convertì al cattolicesimo e ricevette i sacramenti dell'iniziazione nella cattedrale di San Pietro a Erie. Nel 1982 cominciò gli studi per il sacerdozio presso il seminario regionale "San Vincenzo de' Paoli" a Boynton Beach, Florida.
Il 6 giugno 1986 fu ordinato presbitero per la diocesi di Saint Thomas da monsignor Sean Patrick O'Malley. In seguito fu vicario episcopale e parroco della parrocchia della Sacra Famiglia, parroco della parrocchia di Sant'Anna a Saint Croix, di nuovo parroco della parrocchia della Sacra Famiglia, decano della diocesi e vicario generale. Nel 1992 il collegio dei consultori lo elesse all'unanimità amministratore diocesano.

### Ministero episcopale
Il 30 ottobre 1993 papa Giovanni Paolo II lo nominò vescovo di Saint Thomas. Ricevette l'ordinazione episcopale il 12 dicembre successivo nella cattedrale dei Santi Pietro e Paolo a Charlotte Amalie dal cardinale James Aloysius Hickey, arcivescovo metropolita di Washington, co-consacranti il vescovo di Fall River Sean Patrick O'Malley e il vescovo di Saint John's-Basseterre Donald James Reece. Durante la stessa celebrazione prese possesso della diocesi.
Il 29 giugno 1999 lo stesso papa Giovanni Paolo II accettò la sua rinuncia al governo pastorale della diocesi.
Morì nella St. John Neumann Residence (Stella Maris) di Timonium il 28 febbraio 2019 all'età di 92 anni. Le esequie si tennero il 5 marzo nella cappella della residenza. In seguito la sua salma fu trasferita a Saint Thomas. Un secondo rito di esequie ebbe luogo l'8 marzo alle ore 10 nella cattedrale dei Santi Pietro e Paolo a Charlotte Amalie. È sepolto nel cimitero occidentale n°1 di Saint Thomas.

## Genealogia episcopale
La genealogia episcopale è:
- Cardinale Scipione Rebiba
- Cardinale Giulio Antonio Santori
- Cardinale Girolamo Bernerio, O.P.
- Arcivescovo Galeazzo Sanvitale
- Cardinale Ludovico Ludovisi
- Cardinale Luigi Caetani
- Cardinale Ulderico Carpegna
- Cardinale Paluzzo Paluzzi Altieri degli Albertoni
- Papa Benedetto XIII
- Papa Benedetto XIV
- Papa Clemente XIII
- Cardinale Marcantonio Colonna
- Cardinale Giacinto Sigismondo Gerdil, B.
- Cardinale Giulio Maria della Somaglia
- Cardinale Carlo Odescalchi, S.I.
- Cardinale Costantino Patrizi Naro
- Cardinale Lucido Maria Parocchi
- Papa Pio X
- Cardinale Gaetano De Lai
- Cardinale Raffaele Carlo Rossi, O.C.D.
- Cardinale Amleto Giovanni Cicognani
- Cardinale John Francis Dearden
- Cardinale James Aloysius Hickey
- Vescovo Elliot Griffin Thomas